# Paraverbale Kommunikation
Als paraverbale Kommunikation wird derjenige Aspekt der Performanz bezeichnet, der die individuellen Eigenschaften der sprechenden Person zusammenfasst. Diese werden in Stimme, Intonation und Prosodie unterteilt, vgl. auch Parasprache.
Der paraverbale Anteil kann im Gegensatz zum verbalen und nonverbalen Anteil der Kommunikation im Wesentlichen gehört werden. Wahrgenommen werden hier u. a. Stimmlage, Resonanzraum und das Sprechverhalten wie Artikulation, Lautstärke, Sprechtempo und Sprachmelodie einschließlich Sprechpausen.

## Beispiele
Die Art, wie jemand spricht, gibt dem Hörer viele Informationen. Zum Beispiel signalisiert  Zögern mangelndes Vertrauen, während langsames Sprechen Kontrolle und Ernsthaftigkeit vermittelt; der Tonfall gibt also Hinweise auf emotionale Zustände. Effektive Kommunikatoren erregen Aufmerksamkeit durch Tonwechsel und sinnvoll eingesetzte Sprechpausen. Paraverbale Signale sind alles, was zusammen mit den Worten übermittelt wird. Schnelles Sprechen liefert beispielsweise viele Informationen in kurzer Zeit, was den Zuhörer überfordern kann, sein Interesse geht unter Umständen verloren oder es regt sich Widerstand bei ihm, es bleibt dem Zufall überlassen, wie viel an Informationen vom Publikum aufgenommen wird.